# Bernhard Lauritz Frederik Bang
Pour les articles homonymes, voir Bang.
Bernhard Lauritz Frederik Bang, né le 7 juin 1848 à Sorø et mort le 22 juin 1932 à Copenhague, est un vétérinaire danois.

## Biographie
Il est le fils du professeur Jacob Henrik Bang et de Laura Louise Marie Joséphine Moth. En 1874, il épouse Anna Elisabeth Elise Klee, avec qui il eut trois enfants : Jacob Henrik Bang, qui deviendra médecin, Oluf Bang qui sera vétérinaire et Axel Frederik Bang qui deviendra ingénieur.
En 1880, il obtient son doctorat et commence à enseigner à l'« Université royale vétérinaire et agricole » intégrée plus tard dans l’Université de Copenhague.
En 1897, il isole la bactérie Brucella abortus bovis, responsable de la brucellose bovine et d’une forme de brucellose humaine, appelée fièvre ondulante de Bang ou maladie de Bang.
En 1899, il devient membre de l'Académie royale des sciences et en 1921 il est nommé docteur honoraire de l'Université d'Utrecht pour sa contribution à la médecine vétérinaire.

## Hommages posthumes
Il était Chevalier de l'Ordre de Dannebrog et Croix d’honneur du même Ordre.
Bang est connu pour ses travaux sur : 
- le développement d'un contrôle des cas de tuberculose bovine ;
- la recherche sur la vaccination antivariolique ;
- la recherche sur les maladies animales d’origine bactérienne.

Une avenue (Bernhard Bangs Allé) porte son nom dans la ville de Frederiksberg au Danemark.